# Ancien cimetière de Saint-Jean
L'ancien cimetière de Saint-Jean (en estonien : Vana-Jaani kalmistu) est un cimetière de Tartu en Estonie.

## Présentation
À la suite d'un oukase de l'impératrice russe Catherine II interdisant les enterrements dans les églises, l'ancien cimetière de Saint-Jean a été fondé en 1773 par l'église Saint-Jean et a officiellement ouvert ses portes le 5 novembre de la même année.
Il a servi de lieu de sépulture pour les congrégations allemande et estonienne de Saint-Jean et l'église russe de Tartu.
Cependant, son nom remonte à la fondation du nouveau cimetière de Saint-Jean dans la rue Puiestee tänav.
Le cimetière abrite plusieurs bâtiments de valeur historique dans : le tombeau du maire Jacob Friedrich Teller, le tombeau de Rauch-Seidlitz et le tombeau Carl Klein.
Le cimetière a été inscrit au registre national des monuments culturels le 23 mai 1997.

## Galerie

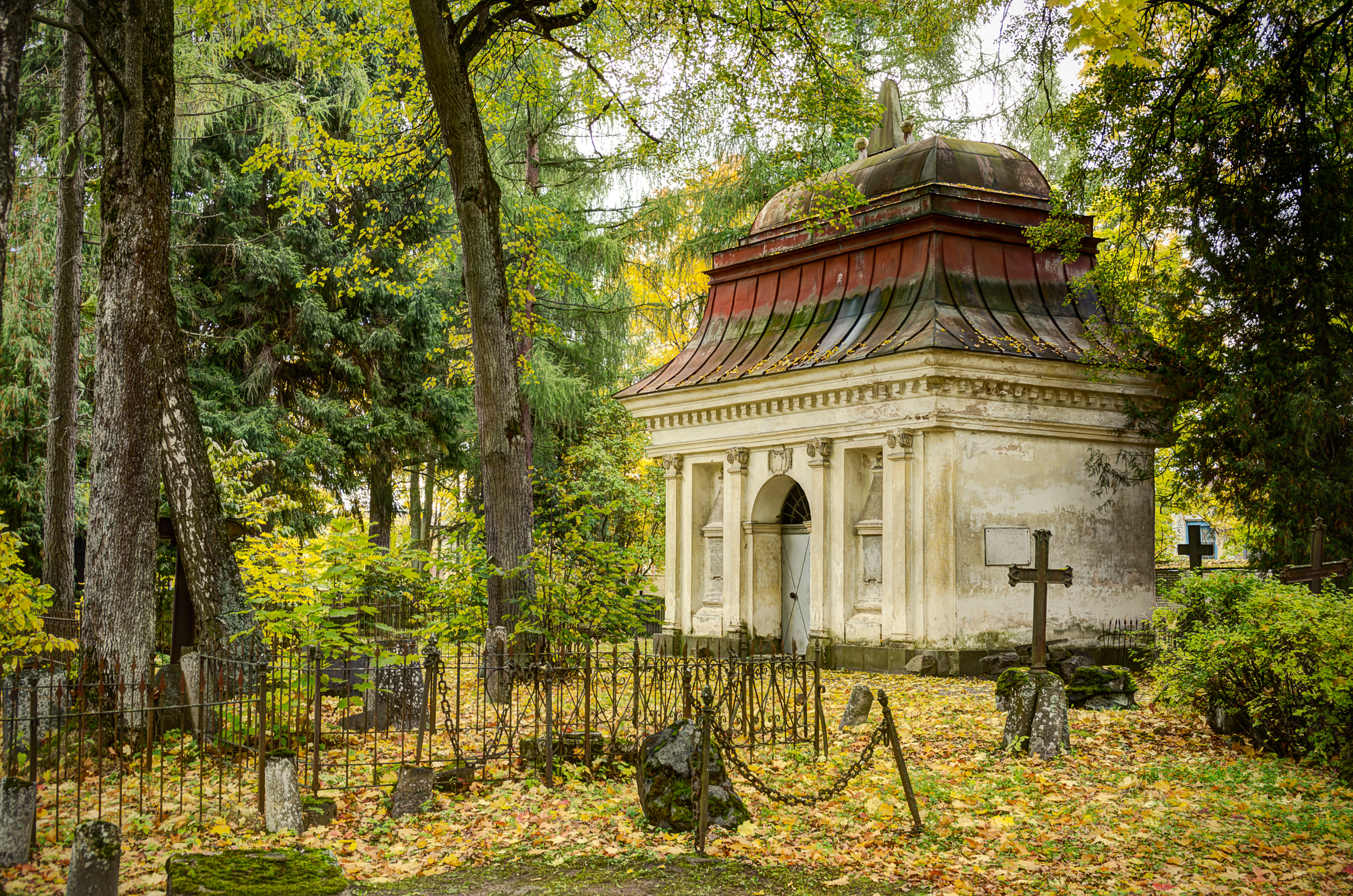
Tombeau de Jacob Friedrich Teller
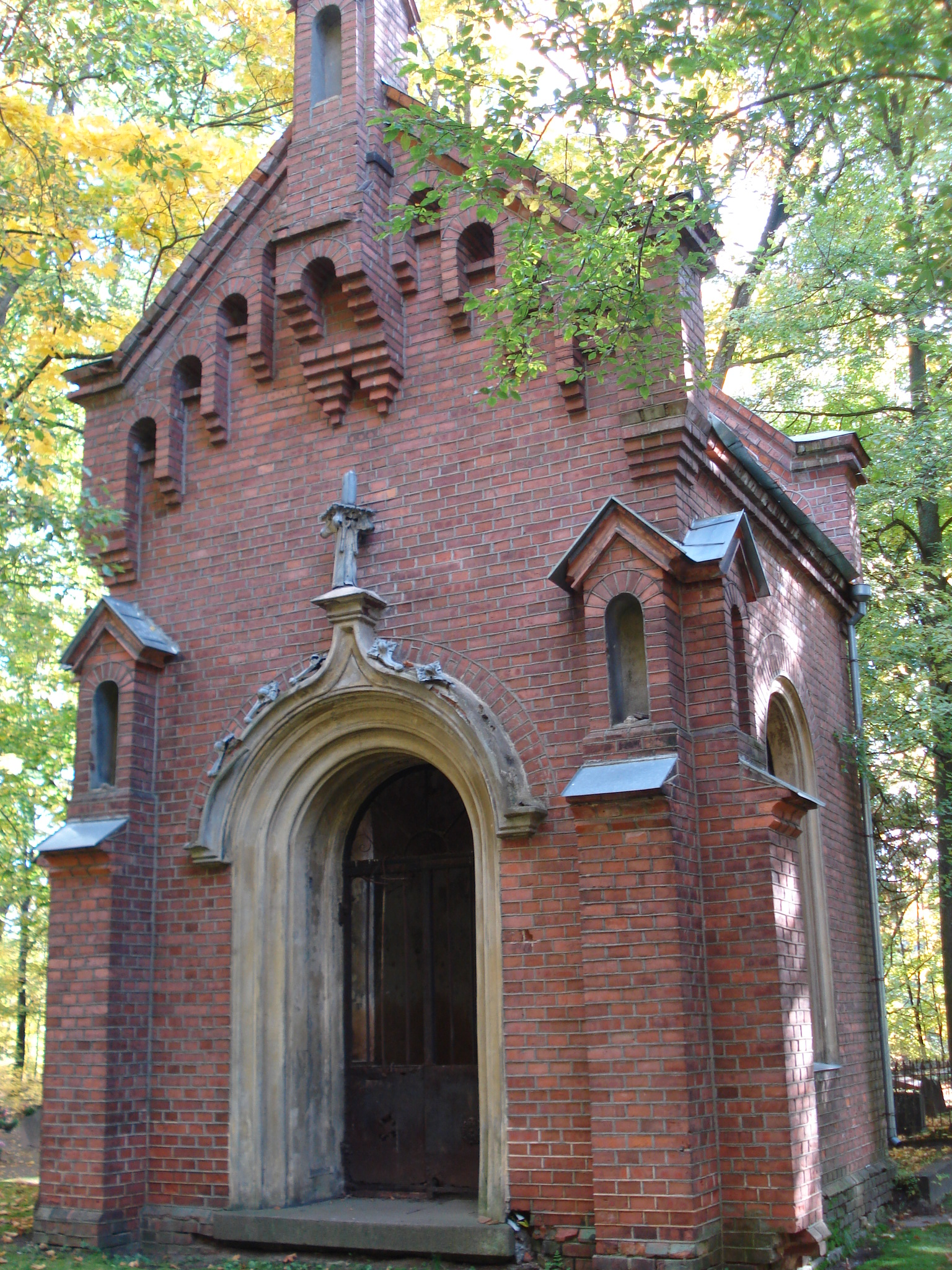
Tombeau de Rauch-Seidlitz
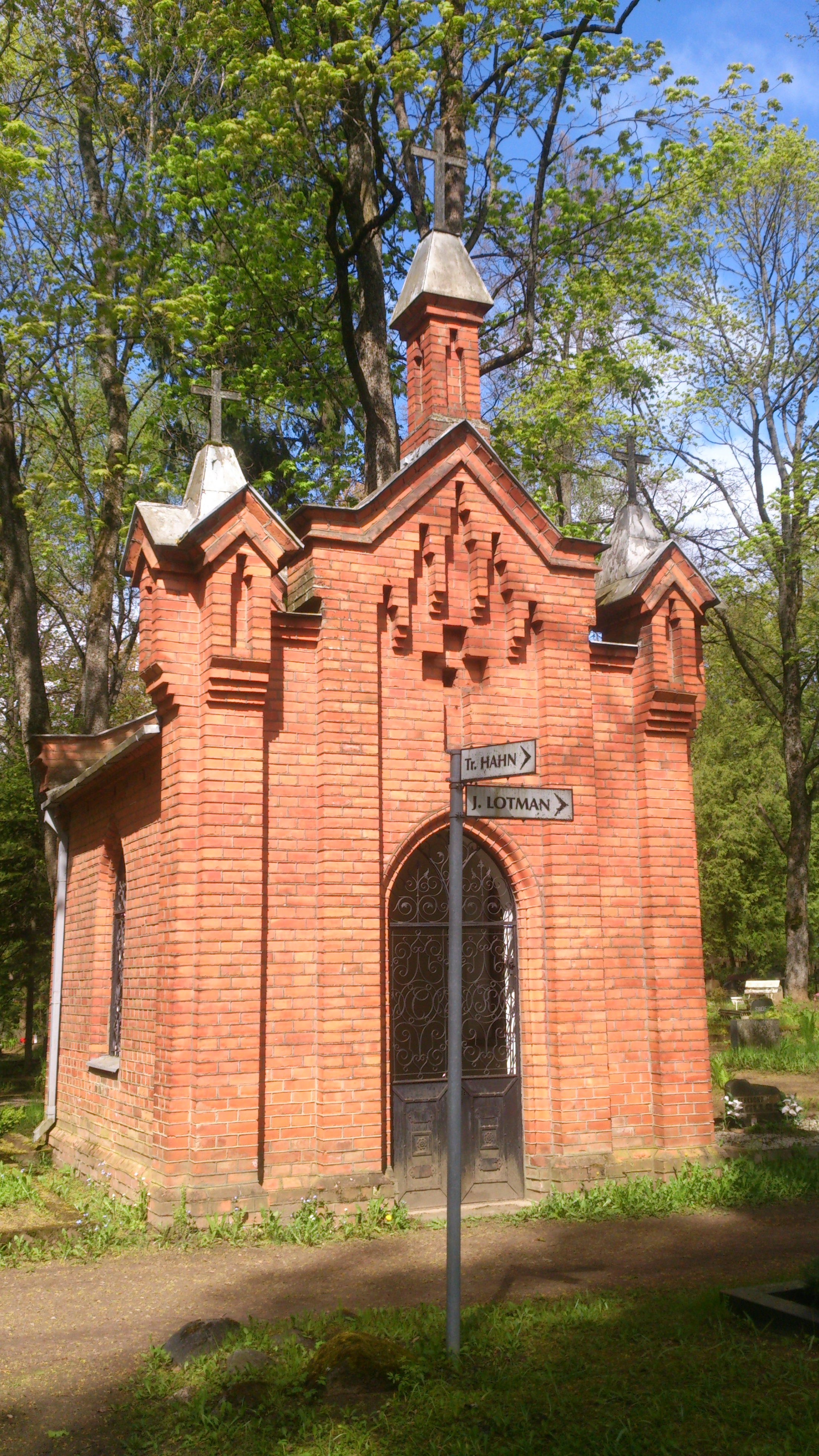
Tombeau de Carl Klein